# Shinano (provincie)
Shinano (信濃国, Shinano no kuni) is een voormalige provincie van Japan, gelegen in de huidige prefectuur Nagano. Shinano lag naast de provincies Echigo, Etchu, Hida, Kai, Kozuke, Mikawa, Mino, Musashi, Suruga en Totomi.

Kaart met de voormalige Japanse provincies (1868) met Shinano in het rood

Het Japanse vliegdekschip Shinano uit de Tweede Wereldoorlog was naar de provincie vernoemd.

## Districten
- Azumi District (安曇郡)
- Chiisagata District (小県郡)
- Chikuma District (筑摩郡)
- Hanishina District (埴科郡)
- Ina District (伊那郡)
- Minochi District (水内郡)
- Saku District (佐久郡)
- Sarashina District (更級郡)
- Suwa District (諏訪郡)
- Takai District (高井郡)

Aki · Awa (Kanto) · Awa (Shikoku) · Awaji · Bingo · Bitchu · Bizen · Bungo · Buzen · Chikugo · Chikuzen · Chishima · Dewa · Echigo · Echizen · Etchu · Fusa · Harima · Hi · Hida · Hidaka · Higo · Hitachi · Hizen · Hoki · Hyuga · Iburi · Iga · Iki · Inaba · Ise · Ishikari · Iwaki (718) · Iwaki (1868) · Iwami · Iwase · Iwashiro · Iyo · Izu · Izumi · Izumo · Kaga · Kai · Kawachi · Kazusa · Keno · Kibi · Kii · Kitami · Koshi · Kozuke · Kushiro · Mikawa · Mimasaka · Mino · Musashi · Mutsu · Nagato · Nemuro · Noto · Oki · Omi · Oshima · Osumi · Owari · Rikuchu · Rikuzen · Riukiu · Sado · Sagami · Sanuki · Satsuma · Settsu · Shima · Shimōsa · Shimotsuke · Shinano · Shiribeshi · Suo · Suruga · Suwa · Tajima · Tamba · Tane · Tango · Teshio · Tokachi · Tosa · Totomi · Toyo · Tsukushi · Tsushima · Ugo · Uzen · Wakasa · Yamashiro · Yamato · Yoshino